# Bánh xèo
I bánh xèo (letteralmente "torta sfrigolante") sono delle frittelle vietnamite fatte con farina di riso, acqua, polvere di curcuma, talvolta il latte di cocco (nelle regioni meridionali), farcite con pezzi di grasso di maiale, gamberetti e germogli di soia, e poi fritte in padella. Tradizionalmente, sono servite avvolte in foglie di lattuga e farcite con foglie di menta, basilico thai e altre erbe, e immerse in una salsa chiamata nước mắm pha (salsa di pesce diluita con acqua e limone). Nella regione centrale, il bánh xèo è immerso in una speciale salsa "tương" che consiste in fegato, salsa hoisin e aglio.
Una variante del bánh xèo sono i bánh khoái (nella città di Huế e nella provincia di Nghệ An), i bánh căng o bánh căn (nella regione Nam Trung Bo) e i bánh khọt (nella provincia di Bà Rịa-Vũng Tàu).
Nella cucina cambogiana c'è un piatto simile chiamato banh chiao (ព៉ាញ់ឆៅ), derivato dal bánh xèo.